# Districte de Toul
El Districte de Toul és un dels quatre districtes amb què es divideix el departament francès de Meurthe i Mosel·la, a la regió del Gran Est. Té 5 cantons i 112 municipis. El cap de districte és la sotsprefectura de Toul.

## Cantons
cantó de Colombey-les-Belles - cantó de Domèvre-en-Haye - cantó de Thiaucourt-Regniéville - cantó de Toul-Nord - cantó de Toul-Sud